# Bismark Adjei-Boateng
Ne doit pas être confondu avec Bismark Boateng.
Bismark Adjei-Boateng, né le 10 mai 1994 à Accra, est un footballeur ghanéen évoluant comme milieu de terrain au Jeonbuk Hyundai Motors FC.

## Biographie
Gradué de la Right to Dream Academy au Ghana, il signe en 2011 avec Manchester City, ces derniers étant en partenariat avec l'académie afin d'exporter leurs meilleurs talents en Europe.
En 2012, il est prêté  à Strømsgodset IF, en même temps que Enock Kwakwa, car il n'était pas disposé à recevoir un permis de travail pour le Royaume-Uni. Il fait ses débuts avec le club norvégien le 12 août 2012 lors d'une défaite 4-0 face au Tromsø IL. Le 16 mai 2013, il contribue largement au succès de son club 3 à 1 face à Sogndal Fotball en marquant un doublé. Le 18 juillet 2013, il fait ses débuts européens en étant titularisé lors du match aller du deuxième tour de qualification de la Ligue Europa face au club hongrois Debreceni VSC, puis il marque son premier but en coupe d'Europe lors du match retour alors que son équipe s'impose finalement 3-0. Après avoir joué un rôle majeur dans la conquête du titre de champion de Norvège 2013, il retourne en Angleterre afin de signer un nouveau contrat avec City avant d'être prêté pour une nouvelle saison en Norvège.

## Statistiques
| Saison                | Club                   | Championnat           | Championnat | Championnat | Coupe nationale | Coupe nationale | Coupe de la Ligue | Coupe de la Ligue | Compétition(s) continentale(s) | Compétition(s) continentale(s) | Compétition(s) continentale(s) | Autres compétitions | Autres compétitions | Total | Total |
| Saison                | Club                   | Division              | M.          | B.          | M.              | B.              | M.                | B.                | Comp.                          | M.                             | B.                             | M.                  | B.                  | M.    | B.    |
| 2012                  | Strømsgodset IF (prêt) | Tippeligaen           | 8           | 0           | -               | -               | -                 | -                 | -                              | -                              | -                              | -                   | -                   | 8     | 0     |
| 2013                  | Strømsgodset IF (prêt) | Tippeligaen           | 17          | 7           | -               | -               | -                 | -                 | C3                             | 4                              | 1                              | -                   | -                   | 21    | 8     |
| 2014                  | Strømsgodset IF (prêt) | Tippeligaen           | 11          | 2           | 1               | 0               | -                 | -                 | C1                             | 0                              | 0                              | -                   | -                   | 12    | 2     |
| 2015                  | Strømsgodset IF (prêt) | Tippeligaen           | 21          | 4           | 3               | 1               | -                 | -                 | C3                             | 1                              | 0                              | -                   | -                   | 25    | 5     |
| 2016                  | Strømsgodset IF (prêt) | Tippeligaen           | 29          | 3           | 4               | 0               | -                 | -                 | C3                             | 2                              | 0                              | -                   | -                   | 35    | 3     |
| Sous-total            | Sous-total             | Sous-total            | 86          | 16          | 8               | 1               | -                 | -                 | -                              | 7                              | 1                              | -                   | -                   | 101   | 18    |
| 2017                  | Rapids du Colorado     | MLS                   | 18          | 0           | 1               | 0               | -                 | -                 | -                              | -                              | -                              | -                   | -                   | 19    | 0     |
| 2018                  | Rapids du Colorado     | MLS                   | 20          | 1           | 1               | 0               | -                 | -                 | LCC                            | 1                              | 0                              | -                   | -                   | 22    | 1     |
| 2019                  | Rapids du Colorado     | MLS                   | 0           | 0           | 0               | 0               | -                 | -                 | -                              | -                              | -                              | -                   | -                   | 0     | 0     |
| Sous-total            | Sous-total             | Sous-total            | 38          | 1           | 2               | 0               | -                 | -                 | -                              | 1                              | 0                              | -                   | -                   | 41    | 1     |
| 2020                  | KuPS Kuopio            | Veikkausliiga         | 19          | 2           | 6               | 2               | -                 | -                 | C1+C3                          | 1+3                            | 0                              | -                   | -                   | 29    | 4     |
| 2021                  | KuPS Kuopio            | Veikkausliiga         | 15          | 1           | 5               | 0               | -                 | -                 | C4                             | 8                              | 0                              | -                   | -                   | 28    | 1     |
| Sous-total            | Sous-total             | Sous-total            | 34          | 3           | 11              | 2               | -                 | -                 | -                              | 12                             | 0                              | -                   | -                   | 57    | 5     |
| 2021-2022             | CFR Cluj               | Liga I                | 32          | 2           | 1               | 0               | -                 | -                 | C4                             | 6                              | 0                              | -                   | -                   | 39    | 2     |
| 2022-2023             | CFR Cluj               | Liga I                | 32          | 3           | 3               | 0               | -                 | -                 | C1+C4                          | 2+12                           | 1+1                            | -                   | -                   | 49    | 5     |
| Sous-total            | Sous-total             | Sous-total            | 64          | 5           | 4               | 0               | -                 | -                 | -                              | 20                             | 2                              | -                   | -                   | 88    | 7     |
| 2023                  | Jeonbuk Hyundai Motors | K League 1            | 0           | 0           | 0               | 0               | -                 | -                 | -                              | -                              | -                              | -                   | -                   | 0     | 0     |
| Total sur la carrière | Total sur la carrière  | Total sur la carrière | 222         | 25          | 25              | 3               | -                 | -                 | -                              | 40                             | 3                              | -                   | -                   | 287   | 31    |

## Palmarès
Strømsgodset IF
- Champion de Norvège en 2013
- Vice-champion de Norvège en 2012 et 2015

 KuPS Kuopio
- Vice-champion de Finlande en 2021

 CFR Cluj
- Champion de Roumanie en 2022